# Słupy energetyczne nad rzeką Jangcy
Dwa słupy energetyczne nad rzeką Jangcy – pylony energetyczne w Jiangyin w Chinach, które umożliwiają przeprowadzenie linii wysokiego napięcia nad rzeką Jangcy. Zbudowane w 2004 roku i mierzące po 346,5 metra, są najwyższymi słupami energetycznymi na świecie i jednocześnie jednymi z najwyższych stalowych wież. Podstawa słupów jest kwadratem o boku 68 m. Kable zawieszone między dwoma słupami mają 2300 metrów długości i przewodzą prąd o napięciu 500 kV.